# Héctor Zelada
Héctor Zelada (30 d'abril de 1957) és un exfutbolista argentí.

## Selecció de l'Argentina
Va formar part de l'equip argentí a la Copa del Món de 1986 però no disputà cap partit.